# Balduin IV av Hainaut
Balduin IV av Hainaut, född 1108, död 1171, var regerande greve av Hainaut från 1120 till 1171.